# Oldsmobile Cutlass Calais

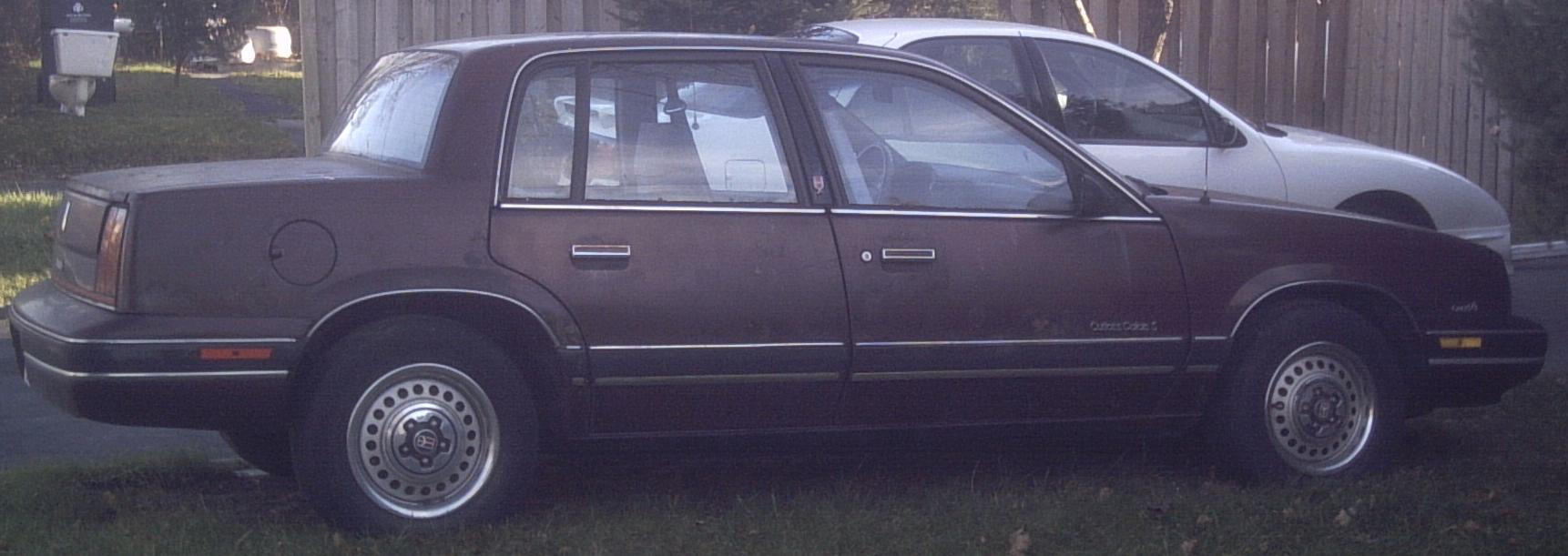
Oldsmobile Cutlass Calais del 1989-1991

L'Oldsmobile Cutlass Calais (anomenat Oldsmobile Calais fins al 1987) va ser un vehicle de tipus compact fabricat per Oldsmobile, una divisió de General Motors, a la fàbrica de Lansing, Michigan els anys 1985 a 1991, amb l'objectiu de substituir l'Oldsmobile Omega.
Anteriorment, el nom de Cutlass Calais va ser usat com a paquet de màxim equipament del Cutlass Supreme coupe de 1978 al 1984 i com a nom d'un model de Cadillac, el Calais, que va ser comercialitzat els anys 1965 a 1976.
Paral·lelament al Cutlas Calais, Oldsmobile va vendre dos altres models més de Cutlass: el Cutlass Ciera i el Cutlass Supreme.
Posteriorment al 1992, el Cutlass Calais va ser substituït pel Oldsmobile Achieva.

## Informació general
Construït sota el xassís N, que comparteix amb el Pontiac Grand Am, Buick Skylark i Buick Somerset. Les carrosseries del Calais són una coupe de 2 portes i una sedan de 4 portes.
El Cutlass Calais va ser elegit com a pace car al circuit Indianapolis 500 de l'any 1985.
Dimensions del Cutlass Calais:
Batalla (Wheelbase): 2,634 m (103.7 in)
Llargada (Length): 4,541 m (178.8 in)
Amplada (Width): 1,694 m (66.7 in)
Alçada (Height): 1,331 m (52.4 in)
Mecànicament gaudeix d'un ampli ventall de mecàniques:
- 1985-1988: 2.5 L (151 in³) Iron Duke Tech 4 de 92-98 hp i 183 N·m
- 1985-1988: 3.0 L (181 in³) Buick V6 de 125 hp i 203 N·m
- 1988-1991: 2.3 L (140 in³) Quad-4 de 150-160 hp i 206 N·m
- 1989-1991: 2.5 L (151 in³) Iron Duke Tech 4 de 110 hp i 182 N·m
- 1990-1991: 2.3 L (140 in³) Quad-4 de 180 hp i 216 N·m (Oldsmobile 442 model)
- 1991: 2.3 L (140 in³) Quad-4 de 190 hp i 216 N·m (Oldsmobile 442 Quad-4 W41 model)
- 1989-1991: 3.3 L (204 in³) Buick V6 de 160 hp i 250 N·m

En caixes de canvi, havia 2 opcions: una manual de 5 velocitats i una automàtica de 3 velocitats THM125.
Una edició especial del Cutlass Calais va ser venuda durant els anys 1990 i 1991, el Quad 442, que usava un 2.3 L (140 in³) Quad-4 de 180-190 cv, associat a una caixa manual de 5 velocitats.
Rivals d'aquest Oldsmobile són el Chrysler LeBaron, Honda Accord i Mercury Topaz.

## Informació mediambiental
L'Oldsmobile Cutlass Calais del 1989 amb un motor 2.3 L (140 in³) Quad-4 i una transmissió automàtica de 3 velocitats THM125 té un consum de 23 mpg ciutat / 32 mpg carretera l'equivalent a 7,4 l/100 per autopista i 10,2 l/100 per ciutat. Sobre emissions, el Cutlass Calais emet 6,9 tones de CO₂ a l'atmosfera anualment.